# ¡Boom! (España)
¡Boom! fue la adaptación española del concurso israelí homónimo de Canal 2, producida en su primera etapa por Gestmusic, del grupo Banijay, y emitida en Antena 3, mientras que en su segunda etapa, el programa fue producido por Mediacrest y se emitió en Cuatro.

## Historia

### Emisiones
El programa, originalmente presentado por Juanra Bonet, se estrenó el 9 de septiembre de 2014. Se emitió de lunes a viernes de 20:00 a 21:00 horas en Antena 3 hasta el 15 de mayo de 2020, cuando adelantó su horario a las 19:00 tras la llegada de Pasapalabra a las tardes del canal, ocupando su franja habitual. Finalizó sus emisiones en tira diaria el 21 de octubre de 2022 para ceder su franja al magacín Y ahora Sonsoles, aún no habiéndose emitido todas las entregas grabadas.
El formato regresó con las entregas inéditas pendientes de emisión el sábado 18 de marzo de 2023, emitiéndose ahora las tardes de los sábados y domingos a partir de las 20:00. Fue nuevamente retirado el 30 de abril de 2023 por sus discretos datos de audiencia a falta de 12 entregas inéditas por emitir.
El 9 de septiembre de 2024 comenzó una nueva etapa del concurso, esta vez emitido de lunes a viernes, de 19ː00 a 20ː00 en Cuatro, y presentado por Christian Gálvez. El programa estuvo en emisión hasta el 5 de diciembre del mismo año.

### Hechos destacados
El 8 de junio de 2016 se entregó al equipo de los RockCampers el mayor premio de la historia de la televisión en España hasta entonces, un total de 2.326.500 €, y además superó por primera vez, con 2.300.000 espectadores, a su competidor Pasapalabra. Por su parte el equipo Los Lobos (integrado por Valentín Ferrero, Manu Zapata, Erundino Alonso y José Pinto, este último sustituido por Alberto Sanfrutos desde el 19 de diciembre de 2018), tienen el premio Guinness a los participantes que más tiempo han concursado de forma ininterrumpida en un programa de televisión, con un total de 505 programas.
El 8 de julio de 2019, Los Lobos, después de más de dos años de concurso (comenzaron el 16 de mayo de 2017), se llevaron un bote de 4.130.000 €, acumulando un total de 6.689.700 € sumando lo obtenido en el concurso. Es el mayor premio jamás dado en un concurso de televisión en todo el mundo.

## Equipo

### Presentadores
Presentador especial
| Presentadores    | Información                   |      |      |      |      |      |      |      |      |      |      | Logo de Telecinco |
| Presentadores    | Información                   | 2014 | 2015 | 2016 | 2017 | 2018 | 2019 | 2020 | 2021 | 2022 | 2023 | 2024              |
| ---------------- | ----------------------------- | ---- | ---- | ---- | ---- | ---- | ---- | ---- | ---- | ---- | ---- | ----------------- |
| Juanra Bonet     | Presentador                   |      |      |      |      |      |      |      |      |      |      |                   |
| Arturo Valls     | Presentador y actor           |      |      |      |      |      |      |      |      |      |      |                   |
| Christian Gálvez | Presentador, actor y escritor |      |      |      |      |      |      |      |      |      |      |                   |

## Mecánica
Dos equipos (el equipo rojo y el equipo azul), de cuatro jugadores cada uno, tienen que desactivar un total de diez bombas (entre la primera, segunda y tercera fase cinco para cada equipo) respondiendo a preguntas cuyas respuestas están representadas en cada uno de los cables de colores. De este modo, los concursantes deben cortar los cables de aquellas respuestas que consideren erróneas en las bombas. Así, si el jugador responde correctamente, el dinero del premio se mantendrá intacto. Si por el contrario, el jugador corta el cable equivocado o se quedan sin tiempo (cosa que ha pasado muy pocas veces), la bomba explotará y el equipo perderá a uno de los jugadores y la cantidad asignada de esa bomba.
El concurso se desarrolla en cinco fases:

#### Bomba caliente
Fase añadida por primera vez el 18 de octubre de 2021. En esta nueva fase una bomba en miniatura pasa por las manos de cuatro de los concursantes de los dos equipos. Deben responder a varias preguntas con solo tres segundos para responder. Cada pregunta consistirá en acertar, a partir de una breve definición, una pequeña frase o concepto con dos huecos en blanco, dándose tres palabras posibles para cada uno de ellos. Si aciertan suman un punto y si no debe pasar la bomba al siguiente concursante hasta que alguno acierte. Si la bomba estalla el equipo del concursante al que le estalla resta un punto. El que tenga más puntos cuando termine el tiempo será el ganador. En caso de empate, se jugará una muerte súbita donde cada equipo elegirá a un capitán, y a cada uno se le hace una pregunta con el mismo formato que las anteriores, y se cronometra el tiempo que tarda en dar con la respuesta correcta, probando todas las combinaciones que necesite. Quien haya tardado menos con su pregunta, su equipo resulta ganador de la prueba. Los ganadores de esta fase pueden elegir entre  dos ventajas en la primera fase que son:
- Cable blanco: El equipo ganador puede eliminar una respuesta incorrecta en una de las cuatro bombas.
- Siguen todos: El equipo ganador puede elegir en una de las bombas que, en caso de fallo, ninguno de los miembros sea eliminado.
- Elige tema: El equipo ganador podrá escoger el tema en una de las bombas.
- Uno menos: El equipo ganador escogerá a una persona del equipo contrario que, en una de las cuatro preguntas, deberá permanecer en silencio sin poder ayudar a sus compañeros.

#### Fase principal
En esta primera fase continúa concursando un equipo hasta que fallen una pregunta. Se plantean cuatro preguntas configuradas como bombas, con valores en metálico de 100 euros, 200 euros, 300 euros y 500 euros (1100 euros sería el pleno) (en la etapa de Antena 3 las bombas estaban valoradas en 200 euros, 400 euros, 600 euros y 800 euros, siendo el pleno 2000 euros), respectivamente, que deben desactivar las dos primeras en 45 segundos y las dos últimas en un minuto. Si la bomba explota uno de los concursantes queda eliminado y no puede seguir jugando (salvo que sea rescatado en la siguiente fase), y continúa el otro equipo. Esta fase termina cuando los dos equipos han jugado sus 4 bombas. Por lo general, los concursantes suelen acertar las primeras bombas, mientras que las últimas las suelen fallar. Esto se debe a que en las primeras es más fácil y hay solo cuatro respuestas posibles, mientras que en las últimas aumenta la dificultad y hay cinco posibles respuestas.

#### Bomba estratégica
Fase añadida por primera vez en el programa del 21 de marzo de 2018. Juega un representante de cada equipo. Cada representante elegirá un tema de 6 propuestos. Cada tema encierra una pregunta con 10 respuestas posibles, de las cuales, 7 son correctas. El concursante tiene 1 minuto para intentar decir el mayor número de respuestas correctas posibles. Si se equivoca, habrá rebote para el otro concursante, que dispondrá de 30 segundos para intentar completar la bomba. Si se equivoca, volverá al primer concursante con el tiempo que le quedaba. Si a alguien se le acaba el tiempo, seguirá jugando esa bomba, el otro en solitario. Cada una de las bombas acaba cuando a los dos concursantes se les ha acabado el tiempo, han destapado los 7 aciertos, se han destapado los 3 fallos o, si se trata de la segunda bomba, cuando uno de los dos concursantes ya gane matemáticamente. Además, cada uno de los dos concursantes cuenta con la ayuda de un comodín de consulta de un solo uso, y en el que los otros 3 miembros del equipo podrán devolverle una respuesta durante un máximo de 10 segundos. Después de las dos bombas, el concursante que más aciertos haya acumulado, ganará esta fase. En caso de empate a aciertos, se jugarán sucesivos paneles estratégicos especiales con 10 ítems cada uno de los cuales 6 son ciertos. Los dos concursantes se irán turnando para dar respuestas sin tiempo límite y sin comodines, empezando por el que logró el empate. Cuando acabe el panel, si se ha producido el desempate, ya se tendrá a un ganador, en caso contrario, se jugarán sucesivos paneles de desempate hasta que haya un ganador, comenzando turno siempre el mismo. El ganador de esta fase tendrá derecho a elegir entre una de las 3 siguientes ventajas:
- Rescatar a un miembro eliminado de su equipo. (No aplicable si en la fase 1 no resultó ningún miembro eliminado).
- Ampliar el tiempo de turno de su equipo en la bomba clasificatoria de 2 minutos a 2 minutos y 10 segundos.
- Reducir el tiempo de turno del equipo rival en la bomba clasificatoria de 2 minutos a 1 minuto y 50 segundos

El quinto especial niños del programa, emitido el 27 de diciembre de 2019, fue el primer especial de niños en jugar esta fase.
Desde el 3 de junio de 2020, con motivo de la Pandemia de enfermedad por coronavirus de 2019-2020, los concursantes, cuando piden el comodín, eligen a un miembro de su equipo para que le lance una respuesta. También pueden elegir a uno de los concursantes eliminados.

#### Bomba clasificatoria
Fase añadida por primera vez en el programa del 22 de diciembre de 2014.
Juegan los miembros en activo de los dos equipos. Comienza el que más dinero ha acumulado en la fase 1. Se juega en el centro con una bomba de color plata que tiene una mecha de LEDs que se va consumiendo a medida que avanza el cronómetro, que es de 2 minutos en condiciones normales (depende de la ventaja elegida en la fase anterior).
En caso de empate en la primera fase, empieza el equipo azul (considerado veterano). Si el equipo rojo (el nuevo) ha conseguido más dinero que el azul, empieza primero, pero si el equipo azul supera al rojo en dinero, empieza este primero.
El equipo 1 debe responder el mayor número de preguntas de 2 opciones posibles. Cada acierto suma 100 € (200 € en la etapa de Antena 3) y cada error resta 100 € a su marcador, y se incrementa al dinero que llevan acumulado de la primera fase. El récord en la actualidad es de 7400 €, por Extremis.
Responden a las preguntas todos los jugadores en activo. Si son 3, por ejemplo, empieza el primero hasta que falla una pregunta. Es el turno del concursante 2, hasta que falla y sería el turno del 3. Cuando el 3 comete un error, se vuelve al concursante 1 y así sucesivamente durante 2 minutos.
Es entonces cuando se hace recuento del dinero acumulado y es el turno del equipo 2, que jugará con la misma mecánica.
Al final de esta fase quien haya conseguido acumular más dinero, se clasifica para la bomba final. El equipo con menos dinero se va a casa, con el dinero acumulado en programas anteriores, si los hubiera; pero en ningún caso con el dinero acumulado en el programa actual. En caso de empate, cada equipo elegiría a un campeón o campeona y se harían rondas de preguntas, si el equipo 1 falla y el 2 acierta en la misma ronda, ganaría el 2, si el 1 acierta y el 2 falla ganaría el 1, si el 1 y el 2 aciertan o fallan, habría una nueva ronda. Esto es muy difícil que pase, pero puede ocurrir algún día. Un enfrentamiento entre dos equipos en el que sucedió esto fue entre Uep!! y Boda Boom (Especial Los más longevos del 2015), ganando Uep!!.

#### Bomba bote
Tenemos la bomba dorada con el bote acumulado conectada a 15 pequeñas bombas, numeradas del 1 al 15. Cada minibomba es una pregunta de respuesta directa. Los concursantes tienen 2 minutos para responder las 15 preguntas de modo que, si las van respondiendo de manera correcta, la bomba se ilumina en verde y se pasa a la siguiente pregunta. Si no la saben o si la fallan, se debe decir ¡Boom!, por lo tanto se queda parpadeando en amarillo y pendiente para la segunda vuelta. Así, esta fase cuenta con una primera vuelta, en la que si los concursantes responden las 15 preguntas se llevarían el bote, y una segunda vuelta para responder las preguntas que han quedado sin contestar (parpadeando en amarillo). Todas las preguntas pendientes que tienen la luz parpadeando, deben elegir por cuál quieren comenzar diciendo el número de la minibomba. Si la aciertan, se pone en luz verde fija y continúan con las que quedan. Al primer error en la segunda vuelta, la minibomba correspondiente numerada se pone en rojo y la bomba dorada explota. Sin embargo, el equipo vuelve al día siguiente y el bote habrá crecido en 5.000 € más. El número de preguntas: 15, hace que superar la bomba final (el bote), sea bastante complicado y que requiera mucha sabiduría. Cada vez que un equipo se lleva el bote en el programa anterior, al programa siguiente la bomba dorada parte con 50.000 €. Esta bomba solo ha sido desactivada en dos ocasiones: por parte de los Rockcampers (que les supuso ganar 1.935.000€) y de Los Lobos (4.130.000€)
Desde enero de 2022 se incluyó la bomba de cristal. En ella cada equipo hace una apuesta de la cantidad de la bomba que van a desactivar en la primera fase (200€, 400€, 600€ o 800€). Si consiguen desactivar dicha bomba se llevarán el premio correspondiente a su valor, aún si son eliminados. Esta bomba no se ha utilizado en la versión de Cuatro.

### Desarrollo anterior

#### Primera fase
En los orígenes de la adaptación, en esta fase solo comenzaba concursando un solo miembro del equipo activo, que debía responder a cada una de las cuatro preguntas representadas con una bomba cada una. Las dos primeras bombas tienen cuatro opciones de respuesta y una duración de 45 segundos, mientras que las dos últimas tienen cinco opciones y otorgan un minuto de tiempo para ser respondidas. Dichas bombas explotan en el caso de que el concursante corte el cable correspondiente a la respuesta correcta de la pregunta; de esa forma, el concursante previamente elegido quedaba eliminado y un nuevo jugador del mismo equipo ocupaba su lugar. El total de respuestas que aspiran a acertar suman una cantidad de 3000 euros entre los valores de cada una de las preguntas (300, 600, 900 y 1.200 euros). El equipo continúa a salvo fallar las cuatro respuestas, pues no le quedarían concursantes activos para seguir jugando. En ese caso, el otro equipo jugaría en la segunda fase.
Desde el 3 de octubre de 2014, todos los miembros del equipo juegan juntos la primera fase. En el caso de fallar alguna pregunta, el equipo contrario decide qué concursante enemigo debe dejar de participar en las bombas posteriores.

#### Segunda fase
En la segunda fase juega una persona de cada equipo, elegida previamente por cada uno de ellos. Es una fase clasificatoria en la que uno de los dos equipos será eliminado. Los dos representantes de cada equipo se enfrentan a una bomba de color plata con siete cables, siete opciones de respuesta, de la que, por turnos deberán cortar un cable en 15 segundos. En el momento en que se cometa el primer error, el equipo que haya fallado quedará eliminado de forma instantánea. En caso de acierto por parte de los dos equipos, se enfrentarán a sucesivos artefactos hasta que uno de ellos falle. En esta fase se puede utilizar un comodín que sirve para que el concursante elija a un compañero en activo para resolver uno de los cables, siempre antes de que comience el tiempo.
Si en la primera fase un equipo resultase eliminado, el otro equipo jugaría la bomba plateada para doblar lo conseguido; y aunque al concursante encargado de cortar los cables le explotase la bomba, no será eliminado.

#### Fase final
Los concursantes en activo del equipo ganador juegan juntos la última bomba, que es dorada. Esta contenía 10 cables que deben resolver en dos minutos. En caso de hacerlo correctamente, se llevarán el bote, el cual partió de 55.000 euros en el primer programa y sigue aumentando cada día en 5.000 euros. Por el contrario, si fallan, no se llevarán el bote, pero sí el dinero de las bombas desactivadas en la primera fase y segunda fase y regresarán en el siguiente programa.

## Récords

### Permanencia
| Equipo        | Permanencia (programas)    |
| ------------- | -------------------------- |
| Los Lobos     | 505**                      |
| Los Dispersos | 324                        |
| Sindulfos     | 174                        |
| Libérrimos    | 145                        |
| Extremis      | 116*                       |
| Uep!!         | 102                        |
| RockCampers   | 67 (Antena 3) + 3 (Cuatro) |
| Beatleillas   | 41                         |
| Los Boombones | 35                         |
| Boda Boom     | 33                         |
| Aldeanos      | 31                         |

(*) Abandono por obligaciones de Extremis
(**) Abandono de José Pinto (†) a partir del 19 de diciembre de 2018 (373 programas). Sustituido por Alberto Sanfrutos.

### Dinero total acumulado
| Equipo        | Dinero total (bote incluido)              |
| ------------- | ----------------------------------------- |
| Los Lobos     | 6.689.700 €                               |
| RockCampers   | 2.326.500 € (Antena 3) + 4.200 € (Cuatro) |
| Los Dispersos | 1.546.400 €                               |
| Sindulfos     | 798.000 €                                 |
| Libérrimos    | 683.700 €                                 |
| Extremis      | 631.500 €                                 |
| Uep!!         | 515.100 €                                 |
| Beatleillas   | 223.100 €                                 |
| Aldeanos      | 141.900 €                                 |

### Dinero en ambas fases
| Equipos       | Máximo de dinero |
| ------------- | ---------------- |
| Extremis      | 7.400 €          |
| RockCampers   | 7.000 €          |
| Beatleillas   | 6.900 €          |
| Boda Boom     | 6.800 €          |
| Uep!!         | 6.600 €          |
| Los Lobos     | 6.600 €          |
| Comeflores    | 6.500 €          |
| Los Dispersos | 6.200 €          |
| Libérrimos    | 6.100 €          |
| Sindulfos     | 6.000 €          |
| Aldeanos      | 5.700 €          |

### Plenos
| Equipo        | Número de plenos en fase 1 |
| ------------- | -------------------------- |
| Los Lobos     | 192                        |
| Los Dispersos | 105                        |
| Extremis      | 52                         |
| Libérrimos    | 48                         |
| Sindulfos     | 44                         |
| RockCampers   | 38                         |
| Uep!!         | 34                         |
| Aldeanos      | 15                         |
| Beatleillas   | 14                         |

| Equipo        | Número de perfectos en fase 2 |
| ------------- | ----------------------------- |
| Los Lobos     | 26                            |
| Los Dispersos | 23                            |
| Extremis      | 12                            |
| Sindulfos     | 12                            |
| Libérrimos    | 9                             |
| RockCampers   | 6                             |
| Los Patricios | 3                             |
| Uep!!         | 1                             |
| Beatleillas   | 1                             |
| Aldeanos      | 1                             |

### Veces que se quedaron a una pregunta en la bomba final
1. Los Lobos: 14 + 2 programa especial
2. RockCampers: 9 + 1 programa especial
3. Los Dispersos: 9 + 1 programa especial
4. Extremis: 6 + 2 ayudas de famosos
5. Uep!!: 3
6. Libérrimos: 3
7. Sindulfos: 2
8. Boda Boom: 1
9. Beatleillas: 1
10. Aldeanos: 1
11. Los Boombones: 1

## Salón de la fama

### Saga de magníficos
1. Los Lobos (equipo de cuatro hombres, el más poderoso y más longevo, con Récord Guinness, y ganador del bote más alto de la historia de la televisión, con 4 130 000 €). Sus componentes estuvieron en Saber y ganar.
2. Rockcampers (equipo de cuatro hombres, el segundo más poderoso y ganador del bote: 1 935 000 €).
3. Los Dispersos (equipo de tres hombres y una mujer más poderoso). Sus componentes estuvieron en Saber y ganar.
4. Libérrimos (equipo de dos hombres y dos mujeres más poderoso). Sus componentes estuvieron en Saber y ganar.
5. Extremis (equipo de cuatro mujeres, el más poderoso). Sus componentes estuvieron en Saber y ganar.
6. Uep!! (equipo de dos hombres y dos mujeres, el segundo más poderoso).
7. Sindulfos (equipo de cuatro hombres). Sus componentes son trabajadores del Servicio de Cultura del Ayuntamiento de Zaragoza.
8. Beatleillas (equipo de cuatro mujeres, el segundo más poderoso).
9. Aldeanos (equipo de dos hombres y dos mujeres).

### Ganadores del bote
1. Boomberos: 140.000 € (emitido el 2 de octubre de 2014)
2. Furió: 155.000 € (emitido el 3 de noviembre de 2014)
3. Rockcampers: 1.935.000 € (emitido el 8 de junio de 2016)
4. Los Lobos: 4.130.000 € (emitido el 8 de julio de 2019 en primetime)

### Semana de campeones
Participan 6 de los equipos más longevos en el programa (Boda Boom, RockCampers, Comanches, Uep!, Agri-Cultura y Comeflores), siendo Beatleillas las grandes ausentes (terceras en cuanto a número de programas en el momento de la emisión).
La semana se plantea como enfrentamiento de dos de los equipos, y el equipo ganador vuelve a concursar al día siguiente. Resultó ganador el equipo RockCampers.

#### Campeones extremos
1. Los Lobos (ganadores de la Superliga de Boom celebrada en julio de 2022)
2. RockCampers (campeón de campeones y primer puesto en la clasificación)
3. Uep!! (Cuarto puesto en la clasificación acumulando 1000 € en la primera fase y entre las dos un total de 3700 €).
4. Boda boom (quinto puesto en la clasificación acumulando 600 € en la primera fase y entre las dos un total de 3700 €)

## Especiales en Antena 3
- Especial niños (29/12/2014)
- Especial fin de año 2014 (31/12/2014)
- Especial fin de año 2015 (31/12/2015)
- Especial niños 2 (04/01/2016)
- Especial campeones (29/02/2016)
- Especial crossover con Arturo Valls (13/04/2016)
- Especial semana de campeones (19/09/2016 a 23/09/2016)
- Especial semana de famosos (28/11/2016 a 02/12/2016)
- Especial niños 3 (05/01/2017)
- Especial Duelo de Titanes (06/11/2017 a 10/11/2017)
- Especial niños 4 (05/01/2018)
- Especial Duelo de Titanes 2 (26/02/2018 a 02/03/2018)
- Especial Lobos 300 programas (03/09/2018)
- Especial crossover con Arturo Valls (30/10/2018)
- Especial Navidad Famosos (31/12/2018 a 03/01/2019)
- Especial La voz (07/01/2019)
- Especial Los Lobos 400 programas (04/02/2019)
- Especial Décadas 50 - 90 (13/05/2019 a 17/05/2019)
- Especial Lobos vs Rockcampers (27/06/2019)
- Especial Lobos vs Extremis (28/06/2019)
- Especial Lobos (08/07/2019)
- Especial 5.º Aniversario (16/09/2019 a 27/09/2019)
- Especial niños 5 (27/12/2019)
- Especial 30° Aniversario de Antena 3 (10/02/2020)
- Especial "La liga de los millonarios" - ¿Quién quiere ser millonario? (03/03/2020 a 06/03/2020)
- Especial Dispersos vs. Dispersos (18/05/2020 a 02/06/2020)
- Especial Presentadores de Nochevieja (24/12/2020)
- Especial Lobos vs Dispersos (31/12/2020)
- Especial Dispersos vs Caligaris (15/01/2021 a 21/01/2021)
- Especial 7 años (09/09/2021)
- Genios ¡Boom! vs. Genios Pasapalabra (08/11/2021 a 12/11/2021)
- Especial presentadores de Campanadas de fin de año (29/12/2021)
- Especial Niños 6 (05/01/2022)
- Especial Sindulfos vs Rockcampers (21/03/2022)
- Especial Sindulfos vs Extremis (30/05/2022)
- Especial SuperLiga (18/07/2022 a 22/07/2022)

## Audiencias
Audiencias históricas de '¡Boom!' en Antena 3y Cuatro. 
| Edición         | Temporada | Cadena   | Espectadores | Cuota de pantalla |
| --------------- | --------- | -------- | ------------ | ----------------- |
| Primera edición | 2014-2015 | Antena 3 | 1 493 000    | 12,9%             |
| Segunda edición | 2015-2016 | Antena 3 | 1 443 000    | 12,7%             |
| Tercera edición | 2016-2017 | Antena 3 | 1 456 000    | 12,7%             |
| Cuarta edición  | 2017-2018 | Antena 3 | 1 749 000    | 13,6%             |
| Quinta edición  | 2018-2019 | Antena 3 | 2 106 000    | 17,2%             |
| Sexta edición   | 2019-2020 | Antena 3 | 1 656 000    | 13,2%             |
| Séptima edición | 2020-2021 | Antena 3 | 1 395 000    | 13,0%             |
| Octava edición  | 2021-2022 | Antena 3 | 1 112 000    | 12,1%             |
| Novena edición  | 2022-2023 | Antena 3 | 920 000      | 11,2%             |
| Décima edición  | 2024      | Cuatro   | 257 000      | 3,3%              |

Tras años participando en el concurso, el equipo "Los Lobos" alcanzó el bote en un especial de prime time con una audiencia de hasta 4.272.000 espectadores y un 28% del share, convirtiéndolo en la opción más seguida de la noche con mucha diferencia y en el máximo histórico del programa.